# کتنکامپ
کتنکامپ (به آلمانی: Kettenkamp) یک شهر در آلمان است که در Osnabrück واقع شده‌است. کتنکامپ ۱۰٬۲۴۷ نفر جمعیت دارد.